# Liberty L-12
Pour les articles homonymes, voir Liberty.
Le Liberty L-12 était un moteur d'avion, V 12 à 45°, de 27 litres de cylindrée, à refroidissement liquide, développant 400 ch (300 kW), conçu à la fois pour avoir un rapport puissance/poids élevé et adapté à une production de masse.

## Histoire

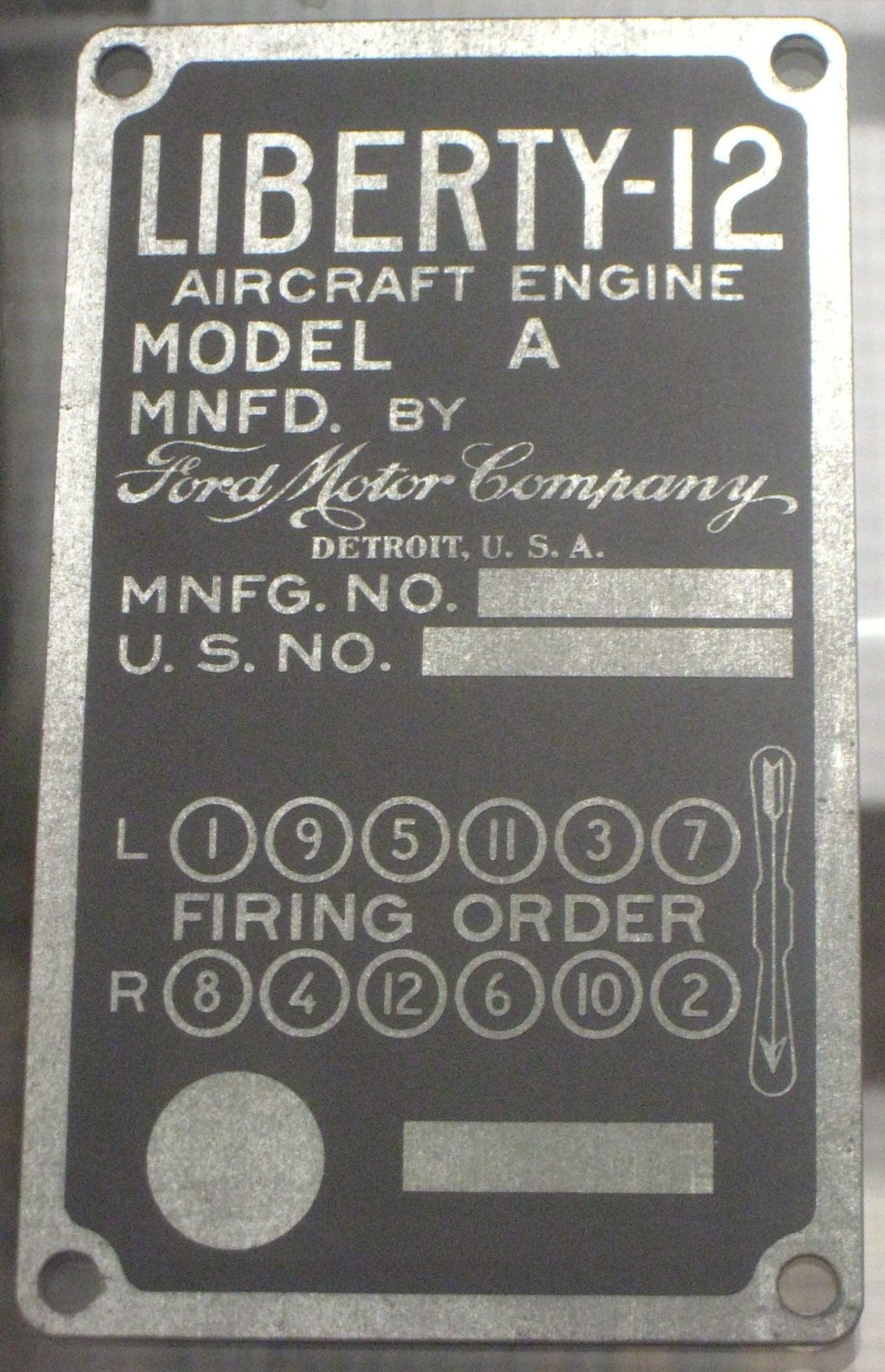
Ford Liberty 12

En mai 1917, un mois après que les États-Unis avaient déclaré la guerre à l'Allemagne, un groupe de travail fédéral, appelé Aircraft Board (en), convoqua deux des meilleurs ingénieurs motoristes, Jesse Vincent (de la Packard Motor Car Company de Detroit) et E.J. Hall (de la Hall-Scott Motor Co. de Berkeley), à Washington DC et les a chargés de concevoir, le plus rapidement possible, un moteur d'avion qui pourrait rivaliser voire dépasser ceux de la Grande-Bretagne, de la France et de l'Allemagne.
Le Conseil précisa que le moteur devait avoir un rapport puissance/poids élevé et être facilement adaptable à la production de masse.
Le 29 mai 1917 le conseil installa Vincent et Hall à l'Hôtel Willard, à Washington, où ils furent invités à rester jusqu'à ce qu'ils aient produit un ensemble d'épures. Après seulement cinq jours, Vincent et Hall quittèrent le Willard avec une conception achevée du nouveau moteur.
En juillet 1917, un prototype à 8 cylindres assemblé par l'usine Packard de Detroit arriva à Washington pour tests, et en août, la version 12 cylindres fut testée et approuvée.
Ce même automne, le ministère de la Guerre passa une commande de 22 500 moteurs Liberty, divisant le contrat entre différents industriels produisant des automobiles et des moteurs : Buick, Ford, Cadillac, Lincoln, Marmon, Nordyke, et Packard.
Hall-Scott en Californie fut jugée trop petite pour recevoir une commande de production. La fabrication par plusieurs usines différentes était facilitée par la conception modulaire.
Il fut demandé à Cadillac de produire des moteurs Liberty mais le patron de General Motors, William Durant, qui était un pacifiste, ne voulait pas que les installations de General Motors soient utilisées pour la production de matériel de guerre. Cela conduisit Henry Leland à quitter Cadillac pour créer la société Lincoln pour fabriquer le moteur Liberty. Toutefois, William Durant changea d'avis plus tard et Cadillac et Buick produisirent aussi des moteurs.

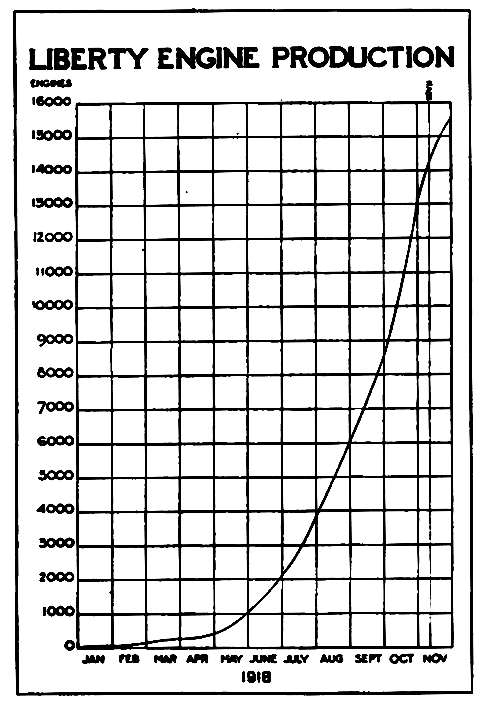
Production du Liberty Engine

Ford, qui devait fournir les cylindres du nouveau moteur, a rapidement développé une technique améliorée pour la coupe et l'emboutissage de l'acier qui permit d'augmenter la production des cylindres de 151 pièces à plus de 2 000 par jour. Ford a finalement fabriqué la totalité des 433 826 cylindres produits ainsi que 3 950 moteurs complets. En un temps record, Lincoln a construit une nouvelle usine, entièrement destinée à la production du moteur Liberty et a assemblé 2 000 moteurs en 12 mois. Au moment de l'armistice avec l'Allemagne, les différentes sociétés avaient produit 13 574 moteurs Liberty, atteignant une production de 150 moteurs par jour. La production continua après la guerre, pour un total de 20 478 moteurs construits entre le 4 juillet 1917 et 1919.
Dessiné et construit sur une initiative publique (cas rare aux États-Unis) le V12 Liberty fut l'objet de critiques sévères et même d'une commission d'enquête parlementaire. Il souffrait de problèmes de fiabilité (flexion du vilebrequin induisant de fortes variations parasites à certains régimes). L'intervalle entre grandes révisions (TBO : « Time Between Overhauls ») était initialement très court (75 heures), à comparer avec le test de réception de 50 heures au banc en fonctionnement continu mais diverses améliorations permirent de porter le TBO à 300 heures par la suite

## Description
Le Liberty L-12 était une conception modulaire, où quatre ou six cylindres pouvaient être utilisés dans un ou deux bancs. Un arbre à cames en tête pour chaque rangée de cylindres manœuvrait deux soupapes par cylindre, d'une manière presque identique aux moteurs six cylindres en ligne allemands Mercedes D.III et BMW III (en), chaque arbre à cames était entraîné par un arbre vertical placé à l'arrière de chaque rangée de cylindres, à l'identique des six cylindres en ligne Mercedes et BMW. Le poids à sec était de 844 lb (383 kg). Deux exemplaires de la version à six cylindres, le Liberty L-6, qui ressemblait beaucoup globalement aux groupes moteurs de Mercedes et BMW, ont été produits, mais non achetés par l'armée. Les deux ont été détruits par le Dr William Noël pendant les tests du chasseur "Christmas Bullet (en)".

## Variantes

### V-1650
Une version inversée du Liberty 12-A référencée V-1650 et produite jusqu'en 1926 par Packard. La même désignation a été ensuite appliquée, en raison de la cylindrée identique, au Rolls-Royce Merlin construit par Packard pendant la Seconde Guerre mondiale.

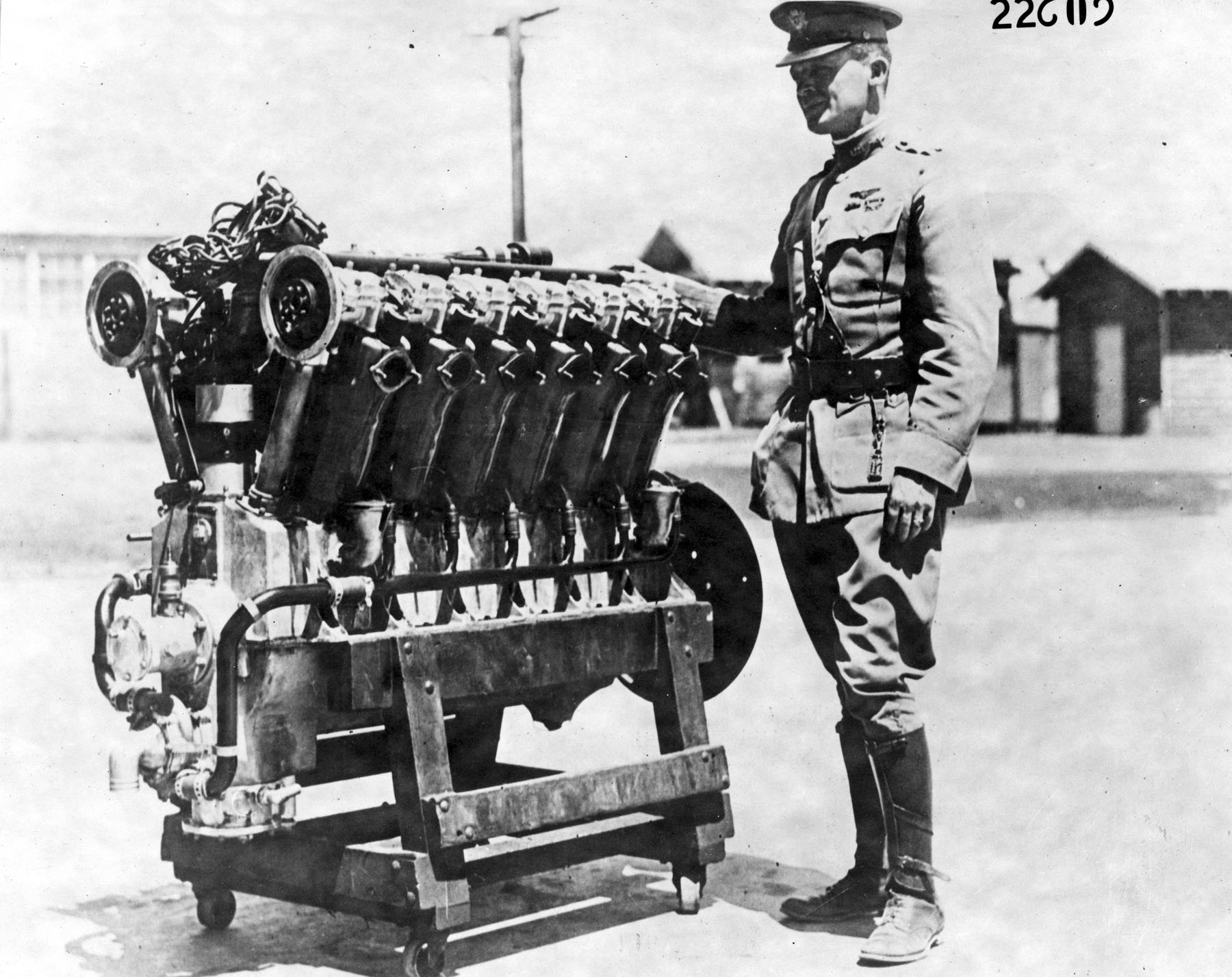
Le major Henry H. Arnold à côté du premier moteur Liberty V12 terminé

### Nuffield Liberty
Le moteur de char Nuffield Liberty a été produit pendant la Seconde Guerre mondiale par le constructeur automobile britannique Nuffield (en). C'était un moteur de 27 l de cylindrée et d'une puissance de 340 ch (250 kW), ce qui était inadapté, et il a souffert de nombreux problèmes de refroidissement et fiabilité. Il a été remplacé dans les chars britanniques par le Rolls-Royce Meteor (en), dérivé du Merlin.

### Allison VG-1410
Le Allison VG-1410 était un Liberty L 12 inversé refroidi par air, avec suralimentation et réducteur d'hélice Allison à train épicycloïdal.

### Liberty L-6
Une version 6 cylindres du Liberty : moteur à un seul banc de cylindres, entraînant une forte ressemblance extérieure avec à la fois le Mercedes D.III et le BMW IIIa, 6 cylindres en ligne de l'aviation allemande de la Première Guerre mondiale.

### Liberty L-8
Un moteur 8 cylindres en V à l'aide de bancs de quatre cylindres Liberty à 90°.

## Applications

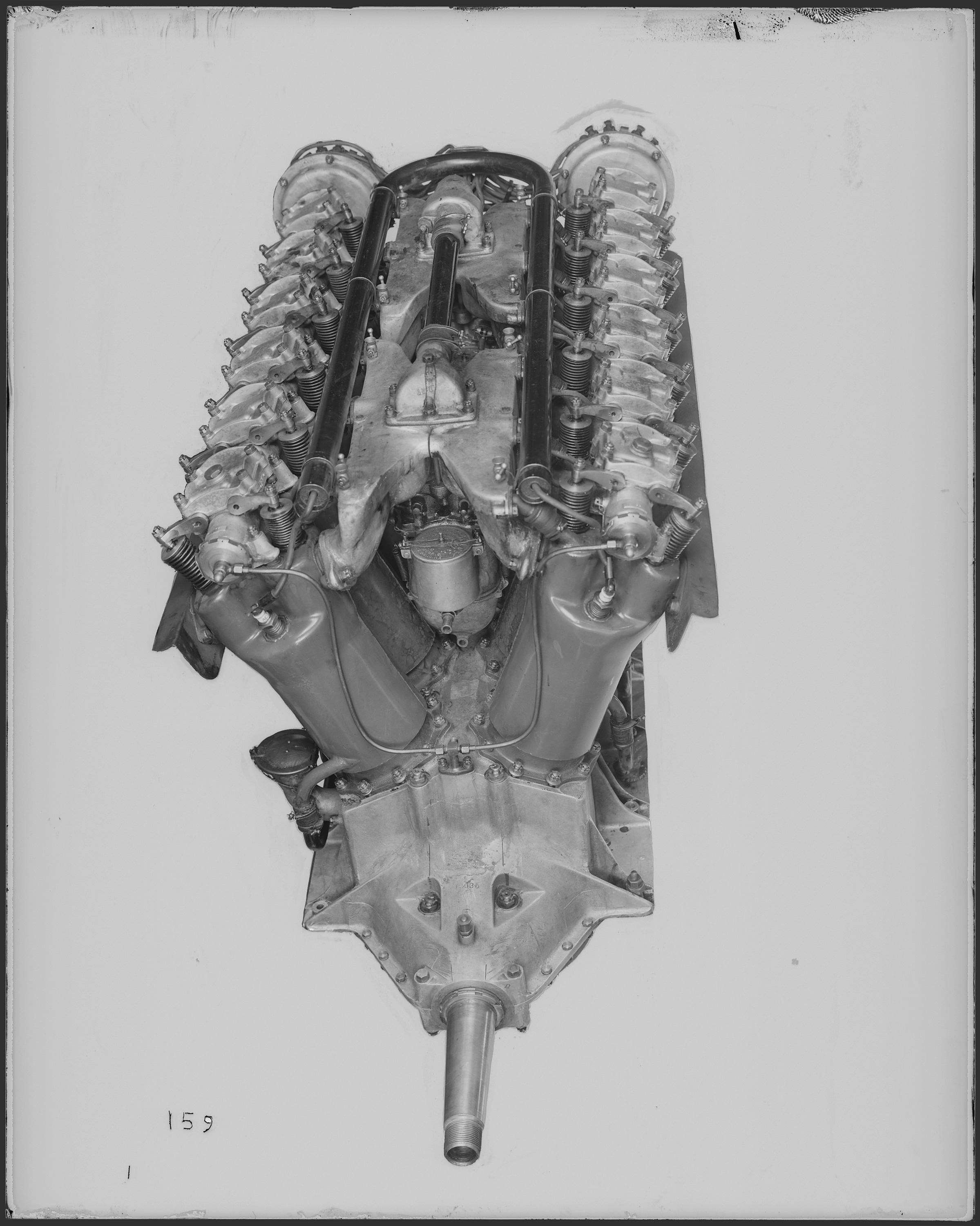
Vue de face

### Aéronautique

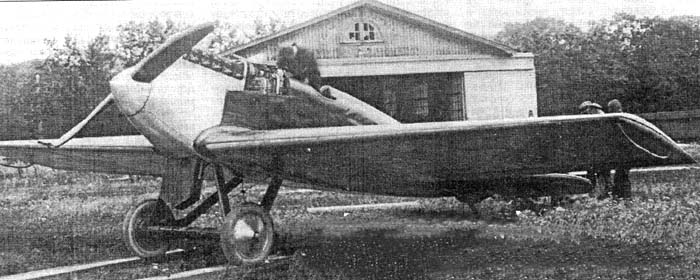
Polikarpov I-1

- Polikarpov Il-400Polikarpov I-1
- Airco DH.4
- Airco DH.9
- Caproni Ca.60
- Cox-Klemin Night Hawk
- Curtiss NC
- Curtiss Carrier Pigeon (en)
- Airco DH.10
- Douglas C-1
- Douglas DT
- Douglas O-2
- Handley Page H.P.20 (en)
- Nobile T.34 Roma - Dirigeable
- Witteman-Lewis XNBL (en)
- RN-1 (Zodiac) (en)

### Tanks
- Mark VIII Anglo-American ou Liberty World War I tank
- BT-2 & BT-5 tank soviétique de l'entre guerre (au moins un Liberty reconditionné a été installé dans un BT-5)
- Cruiser Mk III tank britannique de la Seconde Guerre mondiale
- Cruiser Mk IV tank britannique de la Seconde Guerre mondiale
- Crusader British World War II Tank
- Centaur, une première version du Cromwell, tank britannique de la Seconde Guerre mondiale

### Anglo-American ou Liberty Tank
Le tank Mark VIII anglo-américain ou Liberty a été conçu en 1917-18.
La version américaine a utilisé une adaptation du moteur Liberty V-12 de 300 ch (220 kW), conçu pour utiliser la fonte plutôt que l'acier. 100 chars ont été fabriqués au Rock Island Arsenal en 1919-20, trop tard pour la Première Guerre mondiale. Ils ont finalement été vendus au Canada pour la formation en 1940, à l'exception de deux qui ont été conservés.

### Utilisation nautique
Les moteurs Liberty V12 ont été produits en masse, plus de 13 000 avant l'armistice et plus de 20 000 au total, mais très peu d'avions furent équipés et expédiés au front avant la fin du conflit (moins de 200), au point qu'il en restait des quantités importantes inutilisées après l'armistice de 1918. Les usines s'étant outillées pour réduire les coûts unitaires de production, il a continué à être utilisé dans le domaine aéronautique jusqu'à la fin des années 1920 (le coût unitaire était de moins de 6 000 dollars) alors même que des dessins plus avancés techniquement étaient disponibles, mais beaucoup plus chers.
Avec la mise en place de la loi Volstead (la prohibition), la contrebande d'alcool prit des proportions fantastiques aux États-Unis au cours des années folles (les roaring twenties).
Les principales filières d'importation des alcools étaient maritimes ou lacustres. Au nord, les alcools français qui avaient transité par Saint Pierre et Miquelon, les alcools canadiens ou le whisky écossais passaient par la voie canadienne des grands lacs et la ville de Chicago où Al Capone régnait sur la pègre.
Au sud, le Rhum, produit dans l'Arc antillais et à Cuba (où la pègre américaine était bien implantée) passait par mer vers Key West et la côte de la Floride.
Pour déjouer les douaniers, il fallait des bateaux rapides. Les constructeurs américains d'embarcations de plaisance y trouvèrent un débouché inespéré, notamment Gar Wood, Hacker et Chris Craft.
Les moteurs Liberty d'une puissance encore inconnue dans le domaine motonautique étaient la motorisation de choix (en montage bimoteur) sur des coques renforcées et peintes en noir pour la furtivité nocturne.
Les embarcations de la douane étaient clairement battues. Les constructeurs, soucieux de garder leurs bons clients, répugnaient à leur fournir des machines aussi rapides. Toutefois, un responsable des douanes de Chicago finit par se faire construire une vedette sur ses propres spécifications, équipée de trois moteurs Liberty et d'une mitrailleuse lourde, ce qui donna un coup d'arrêt temporaire à la filière des grands lacs.
Ces embarcations étaient désignées sous le terme générique de Rum Runners.

### Automobiles de Records
Dans les années 20 et 30 la conquête du record absolu de vitesse terrestre était un enjeu technologique très prestigieux et médiatisé.
Les maîtres du jeu étaient des  pilotes-ingénieurs  britanniques aussi fortunés que casse-cou, pilotant de coûteux monstres de haute technologie : Henry Seagrave et sa Golden Arrow, Malcolm Campbell et ses "Oiseaux bleus" . Pour les aspirants-recordmen moins fortunés et ayant moins de contacts dans l'industrie automobile, le Liberty L12 était le seul choix possible: J.G. Parry Thomas , un mécanicien  britannique détint brièvement le record après avoir remotorisé sa voiture Babs (achetée au comte Zborowski) avec un Liberty modifié, avant de se tuer sur cette même voiture sur la plage de Pendine Sands au Pays de Galles.
Les américains (qui disposaient de meilleures pistes pour de tels records, comme la plage de Daytona Beach en Floride ou plus tard le Lac salé de Bonneville dans l'Utah) prirent ombrage de cette domination britannique et construisirent un monstre de puissance , la White Triplex,propulsée par pas moins de trois moteurs Liberty L12 préparés (plus de 1500CV au total), assez sommairement installés sur un châssis plutôt rustique et dotée d'un carénage à l'aérodynamisme très empirique. L'engin piloté par Ray Keech détint brièvement le record en avril 1928 avant de se le voir "souffler" par la bien plus sophistiquée Golden Arrow de Seagrave, à peine dix mois plus tard. Keech, courageux mais pas téméraire, refusa de piloter pour une nouvelle tentative ce qu'il considérait comme un engin de mort.
Le chef mécanicien de l'équipe, Lee Bible le remplaça alors pour une tentative à Ormond beach ; Il espérait la gloire mais trouva la mort dans un spectaculaire accident où un cameraman - journaliste fut également tué.

## Caractéristiques (Liberty L-12)

### caractéristiques générales
- Type : moteurs d'avions à pistons 12 cylindres en V à refroidissement liquide.
- Alésage : 127 mm
- Course : 177,8 mm
- Cylindrée : 27 l
- Longueur : 1 711 mm
- Largeur : 686 mm
- Hauteur : 1 054 mm
- Poids sec : 383 kg

### composants
- Admission / échappement : une soupape d'admission et une soupape d'échappement par cylindre, un arbre à cames en tête par rangée de cylindres.
- Système de refroidissement : refroidissement liquide

### performance
- Puissance : 449 ch (335 kW) à 2 000 tr/min (décollage)
- Puissance spécifique : 12,4 kW/L
- Poids/puissance : 0,53 ch/kg (0,87 kW/kg)

### Moteurs comparables
- BMW VI